# زیتور

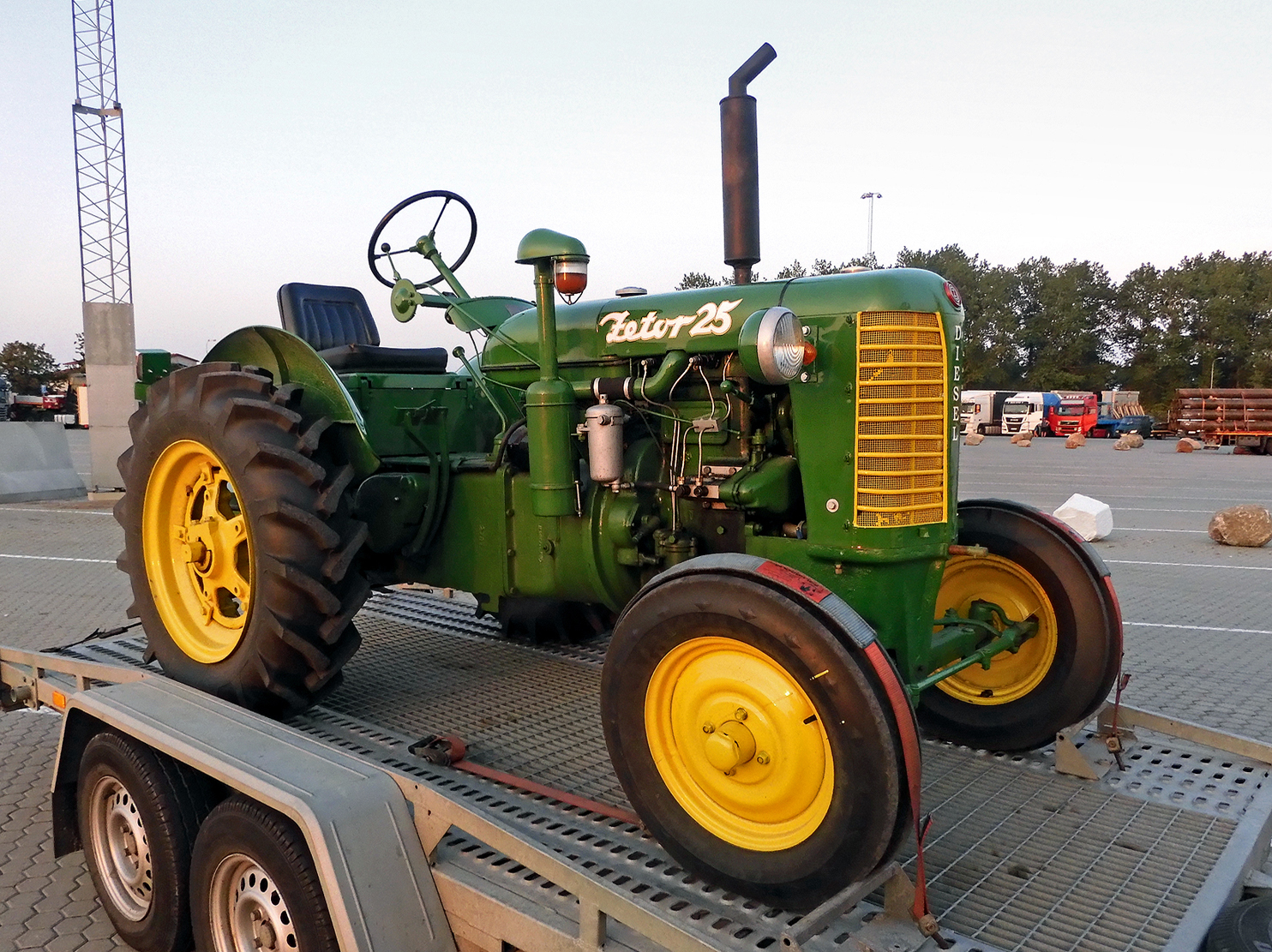
Zetor 25, 1946-1949.

زیتور (انگلیسی: Zetor) شرکت تجهیزات سنگین در جمهوری چک است، که در سال ۱۹۴۶ تأسیس شد.